# 竹内時男
竹内 時男（たけうち ときお、1894年（明治27年）10月26日 - 1944年（昭和19年）4月24日）は、日本の物理学者。科学ジャーナリストとして著名であったが、医療効果を謳った人工放射性食塩事件で世間を騒がせた。

## 経歴
1894年（明治27年）10月26日、元金沢藩士・竹内一元（のち煙草商）の二男として石川県金沢市で生まれる。1918年（大正7年）に東京帝国大学理科大学実験物理科を卒業後、三菱造船技師を経て東京高等工業学校講師となる。
1927年に『新量子力学及波動力学論叢』を出版し、量子力学を極めて早く日本で紹介した。1928年から1930年にかけて渡欧し、フランス滞在中はルイ・ド・ブロイのもとで量子力学を研究する
。
帰国後は東京工業大学にて助教授を務めた。1931年に「アインシュタイン宇宙論の新發展」という題目で東北帝国大学から理学博士を取得。早くから一般向けの科学記事を書き、著書も多く、科学ジャーナリストとして広く知られた。
1936年、ラジウム線源によるγ線を食塩に照射して放射性物質を生成したと発表し、1941年に特許を取得して医療効果を主張したが、仁科芳雄らが批判し、研究者らの追試や専門誌での討論が行われ、竹内と著名科学者らが出席した学会での論争が一般紙でも報じられるほどの一大スキャンダルとなった。この人工放射性食塩騒動は最終的に竹内が誤りを認め、特許権を放棄し終結した。特許書類における過大な表現について「あれは一種の修飾」と答え、その不誠実さも問題となった。
1944年（昭和19年）4月24日、都内の病院にて脊髄カリエスのため死去。

## 研究内容・業績

### 物理的宇宙論
1930年代に宇宙論の研究を行う。光速が時間とともに遅くなると仮定することにより、宇宙膨張以外のハッブル=ルメートルの法則の解釈を与えた。また、ビッグバン宇宙モデルの問題である初期特異点を回避するため、永遠に振動する相対論的宇宙モデルを提唱した。これらの論文は宇宙論研究者の間でもほとんど知られておらず、出版後70年以上たってデンマークの科学史家ヘルゲ＝クラーウによって発見された。

### 科学コミュニケーション
外国語で書かれた最新の文献をいち早く理解する能力に長けており、新聞記事や一般向け書籍などで非専門家向けの解説を多く書いた。伏見康治、渡辺慧、内山龍雄など、竹内の本がきっかけで物理の道に進んだ者も少なくない。

## 親族
岳父に中島力造、相婿に川上嘉市。妻・愛子の叔父に大野洒竹（その岳父に岸田吟香、その子に岸田劉生）、妻の伯母の夫に寺尾寿（時男の帝大時代の天文学教師）